# Biczki
Biczki – osada w Polsce położona w województwie podlaskim, w powiecie łomżyńskim, w gminie Jedwabne.
Od 17 października 1927 do 31 lipca 2011 Biczki stanowiły część miasta Jedwabne.
Wierni kościoła rzymskokatolickiego należą do parafii św. Jakuba Apostoła w Jedwabnem.

## Historia
W okresie I Rzeczypospolitej miejscowość administracyjnie należała do województwa mazowieckiego, następnie w czasie II Rzeczypospolitej do województwa białostockiego i województwa warszawskiego (od 1939).
Według Powszechnego Spisu Ludności z 1921 roku ówczesny folwark zamieszkiwało 30 osób, 26 było wyznania rzymskokatolickiego a 4 mojżeszowego. Jednocześnie 26 mieszkańców zadeklarowało polską przynależność narodową a 4 żydowską. Były tu 2 budynki mieszkalne.
W wyniku napaści ZSRR na Polskę we wrześniu 1939 miejscowość znalazła się pod okupacją sowiecką. 2 listopada została włączona do Białoruskiej SRR. 4 grudnia 1939 włączona do nowo utworzonego obwodu białostockiego. Od czerwca 1941 roku pod okupacją niemiecką. 22 lipca 1941 r. włączona w skład okręgu białostockiego III Rzeszy.
W latach 1945–1975 ponownie do województwa białostockiego, a od 1975 do 1998 do województwa łomżyńskiego.